# خوانمی گلابرت
خوانمی گلابرت (انگلیسی: Juanmi Gelabert؛ زادهٔ ۱۹ سپتامبر ۱۹۷۲) بازیکن فوتبال اهل اسپانیا است.
از باشگاه‌هایی که در آن بازی کرده‌است می‌توان به باشگاه فوتبال هرکولس، باشگاه فوتبال رکریتیوو اوئلوا، باشگاه فوتبال کوردوبا، باشگاه فوتبال الچه، باشگاه فوتبال اسپورتینگ خیخون، و باشگاه فوتبال سویا اشاره کرد.